# (11695) Mattei
(11695) Mattei (1998 FA74) – planetoida z pasa głównego asteroid okrążająca Słońce w ciągu 3,34 lat w średniej odległości 2,23 j.a. Odkryta 22 marca 1998 roku.